# Róa
"Róa" (estilizado como "RÓA", traducido "remar") es una canción interpretada por el dúo de música electrónica, Væb. La canción fue lanzada el 17 de enero de 2025 por Alda Music y fue escrita por Gunnar Björn Gunnarson, Hálfdán Helgi Matthíason, Ingi Þór Garðarsson, y Matthías Davíð Matthíasson. Representó Islandia en el Festival de la Canción de Eurovisión 2025, en el cual se clasificó en el puesto 25 en la final con 33 puntos.
La canción describe el cuento de unas ranas escalando una montaña, con un mensaje alentador sobre persistir en tiempos difíciles. Ambas, tanto la canción como su interpretación en Eurovisión recibieron una recepción mezclada de medios de comunicación internacionales y relacionados a Eurovisión. La composición de alta energía de la canción fue alabada y criticada en algunas reseñas; además algunos sintieron que el texto le faltó profundidad significativa. "Róa" disfrutó éxito comercial en su país de origen, Islandia, llegando a la cima en el número uno. La canción también llegó a la cima en el top diez de Suecia. 

## Trasfondo y composición

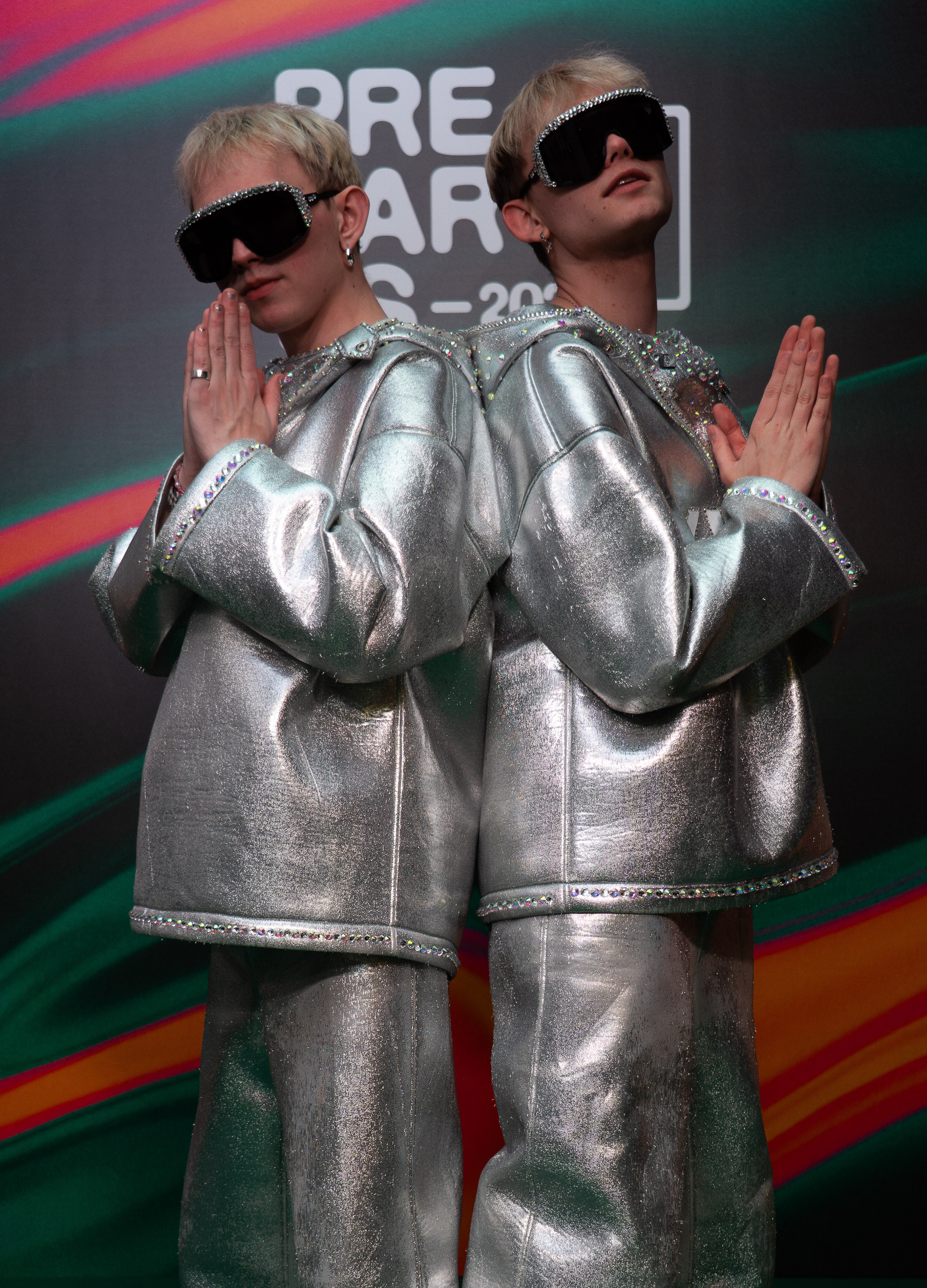
"Róa" es cantada y escribida por los miembros del dúo musical islandés Væb (Matthías en el lado izquierdo, Hálfdán en el derecho).

"Róa" fue escrita por los miembros del dúo musical Væb (Hálfdán Helgi Matthíasson y Matthías Davíð Matthíasson) junto a Ingi Þór Garðarsson y Gunnar Björn Gunnarsson, con Matthías e Ingi Bauer a cargo la producción. En una entrevista con Morgunblaðið, el dúo, que se considera cristianos religiosos, comparó la historia de la canción a la de la tempestad calmada, que describe el milagro de Jesús calmando un mar tempestuoso mientras está en un barco sobre el mar de Galilea con sus discípulos. El primer boceto de la canción fue escrito por Gunnar e Ingi, que colaboraron para crear la melodía principal de la canción. Según Gunnar, su versión de la canción contó la historia de dos piratas; la canción eventualmente fue pospuesta hasta que los miembros de Væb la encontraron y pidieron cambios para crear una obra para Söngvakeppnin 2025, el concurso nacional islandés para seleccionar a su representante para el Festival de la Canción de Eurovisión 2025. La canción fue publicada el 17 de enero de 2025 junto con todas las otras canciones compitiendo en Söngvakeppnin 2025. El arte de la portada fue diseñado por Arnfinnur Sigmundsson.
La banda describe "Róa" como una historia que alenta a que personas persistan en tiempos difíciles. En una entrevista con RÚV, el dúo declaró que el texto de la canción cuenta que un grupo de ranas escalando una montaña. Sin embargo, todas excepto una rana pararon después de que una multitud dijo a las ranas que no podían escalar la montaña. La que persistió llegó a la cima y cuando alguien le preguntó porque la rana siguió, no contestó porque era sorda. Luego el dúo dijo en una entrevista con Iceland Review que el cuento de la canción fue inspirado por un cuento que escucharon en la iglesia. Además la canción incluye referencias a los territorios daneses de Groenlandia y las Islas Feroe, y al presentador de televisión islandés Gísli Marteinn Baldursson, que Ruxandra Tudor del canal de YouTube Wiwibloggs interpretó como el deseo del dúo de "representar metafóricamente su remo hacia éxito en la industria de la música". En un análisis de Jón Trausti Reynisson de la jornada islandesa Heimildin, declaró que la canción representó "el espíritu de innovación, confianza en sí mismo, e impulso desenfrenado" de la generación Z.

## Video musical y promoción
Con la publicación de la canción, un video musical dirigido por Óli Gunnar Gunnarsson, fue lanzado el 6 de febrero de 2025. Según Vísir.is, el video fue producido en un periodo de dos días, con la historia del video detallando el viaje de Væb por el Océano Atlántico, las Islas Feroe, y Groenlandia, con el dúo deteniéndose en un bar para contar su historia al camarero.

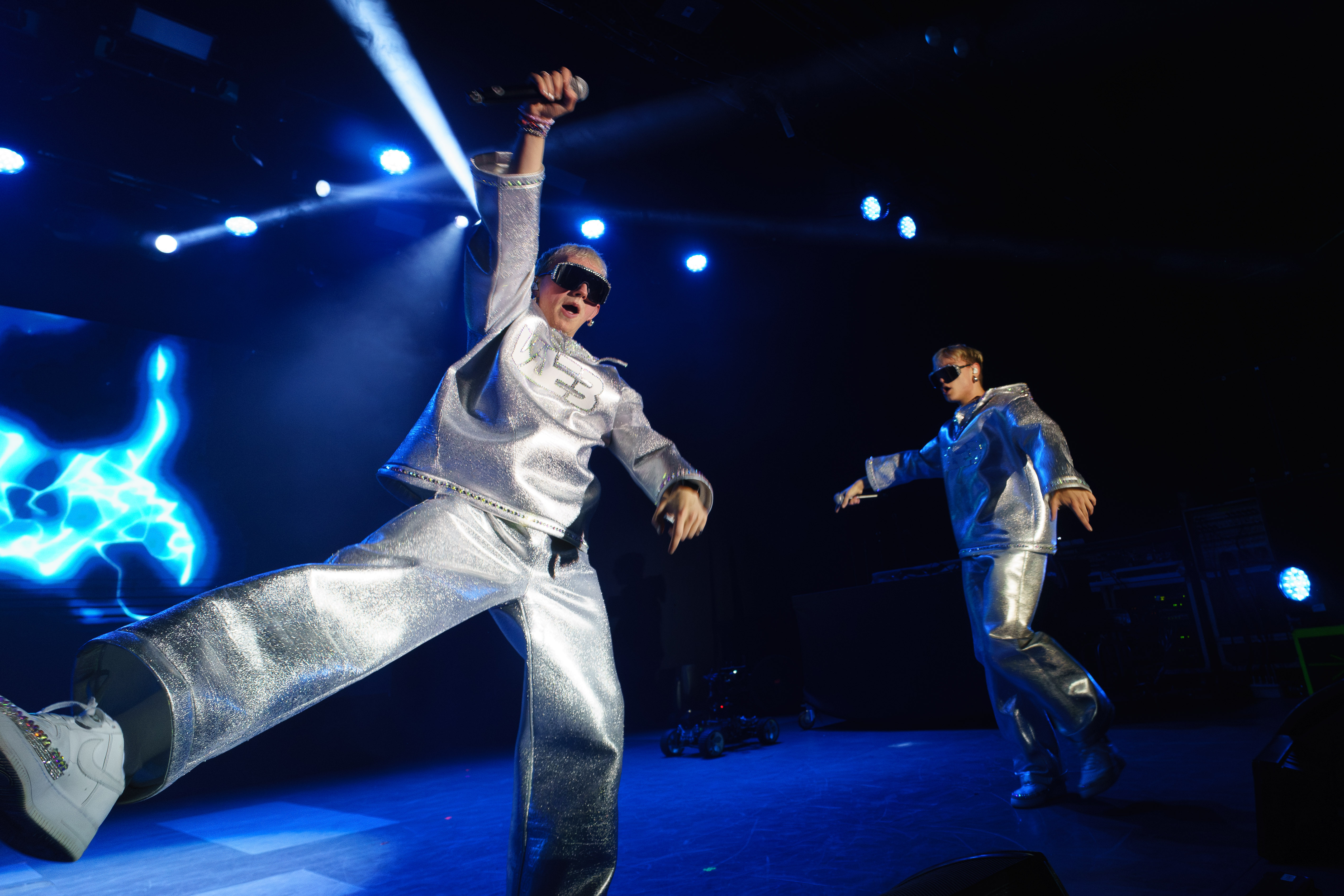
Væb presentándose en la Pre-Party ES 2025. El dúo se embarcaró en una gira promocional antes del concurso, presentándose en fiestas variadas antes de Eurovisión y otros conciertos en Islandia.

Para promover su canción, Væb la presentó múltiples veces antes de Eurovisión. El 5 de marzo de 2025, el dúo se presentó como una parte de las celebraciones del Miércoles de Ceniza en Islandia (se llama Öskudagur) en un concierto para niños en la oficina central de Nói Síríus, una compañía islandesa que produce chocolate. El 26 de abril, se presentó en un episodio del programa de entrevistas, Vikan með Gísla Marteini. El dúo se presentó en fiestas antes de Eurovisión durante los meses de marzo y abril de 2025, incluyendo la fiesta nórdica de Eurovisión el 22 de marzo, el concierto Eurovisión el 5 de abril, la fiesta de Eurovisión en Londres el 13 de abril, y el Pre-Party ES el 19 de abril. Además, el dúo lanzó una versión en vivo de jazz de la canción en el canal de Eurovisión de YouTube el 31 de marzo. Væb vendió réplicas de sus trajes en Söngvakeppnin 2025 después de su victoria en el concurso, las cuales se convirtieron en un disfraz popular para Öskudagur entre niños, según Vísir.is. Una semana antes del concierto, el dúo abrió una tienda temporal en Kringlan que vendía mercancía con la marca de Væb.

## Recepción crítica
Por lo general, "Róa" recibió comentarios mezclados de los críticos. En una reseña de Wiwibloggs donde se recolectaron comentarios de algunos críticos, la canción fue clasificada con 5.50 de 10 puntos, llegando al lugar 27 de 37 canciones compitiendo en Eurovisión ese año según la clasificación anual de ese sitio. Doron Lahav de ESC Beat clasificó la canción en el lugar 32, escribiendo que la canción fue "demasiada mezclada", criticando las habilidades vocales del dúo y los versos de la canción. Jon O'Brien, un escritor para Vulture, clasificó la canción en el puesto 24, describiendo el dúo como "hermanos rubios decolorados y twinks que aparentemente han consumido su peso corporal en números E" pero admitiendo que su "fuerza pura de energía sin dudas va a impulsar la canción de techno, igualmente hiperactiva y cargada con violín, al final". Sin embargo, O'Brien también escribió que "es muy probable que tenga dificultad contra los éxitos que tienen menos probabilidad de provocar una jaqueca". Rob Picheta, escritor del medio de comunicación estadounidense CNN, la clasificó en el lugar 18 de los 26 finalistas en Eurovisión 2025, declarando que la canción puede "[llevar] potencialmente energía un poco en exceso" a Eurovisión para "sacudir a los televidentes de su duermevela inducida por baladas". Ed Potton de The Times la clasificó en el lugar 12 de 26 finalistas, dándole tres de cinco estrellas y declarando que la "mezcla de dance pop, rap, y violines es … bastante emocionante".
Eva Frantz de Yleisradio dio la canción una calificación de 7 de 10, escribiendo que la canción folktrónica animada "está situada perfectamente como la canción inicial de Eurovisión este año". Robert Hoftun Gjestad de Aftenposten calificó la canción con 1 de 6, criticando las voces en vivo del dúo y los elementos del violín, describiéndola como un "desastre de canción". Glen Weldon de NPR clasificó la canción en décimo lugar en su lista de las mejores canciones de Eurovisión 2025, proclamándola como una "melodía pegadiza particularmente famélica" y una "saloma propulsiva energizante e inseparablemente bailable". Mark Savage de la BBC criticó el texto de la canción por una falta de profundidad, escribiendo una predicción que la canción no se clasificaría alto en Eurovisión. Neil McCormick de The Daily Telegraph describió la canción como "una interpretación encantadoramente cursi de banalidad techno europop común y corriente," comparando el dúo como versión islandesa del dúo irlandés Jedward. Martin Belam de The Guardian comparó la "saloma electrónica" a una canción que "pudiera ser un nuevo éxito masivo a finales de los 90". Harmen van Dijk, Peter van der Link, y Nienke Schipper del periódico holandés Trouw enfatizaron los elementos inspirados en la música irlandesa en "Róa", declarando que la canción fue "una tonada pegajosa que podría sorprender en el escenario de Eurovisión".

## Festival de la Canción de Eurovisión

### Söngvakeppnin 2025
La emisora nacional de Islandia, Ríkisútvarpið (RÚV) organizó Söngvakeppnin 2025, el concurso nacional para seleccionar al representante de Islandia en el Festival de la Canción de Eurovisión 2025. El concurso incluyó diez canciones en dos semifinales que consistieron en cinco canciones cada una el 8 de febrero y el 15 de febrero, respectivamente. Las mejores tres canciones en cada semifinal avanzaron a la gran final por un televoto. En la gran final, el ganador del concurso fue escogido igualmente por los jurados internacionales y los televotos.
Væb fue declarado oficialmente como participante el 17 de enero de 2025, sorteado para presentarse en la primera semifinal. El dúo calificó, llegando en primer lugar con un total de 12,649 votos. En la gran final, se presentó cuarto basado en los resultados del sorteo. El dúo ganó primer lugar según ambos: los jurados y los televotos, ganado 74 puntos del jurado y 93 del televoto, con un total de 167 puntos, 25 puntos más que la canción en segundo lugar "Set Me Free" de Stebbi Jak. Como resultado de ganar el concurso, el dúo ganó el derecho de representar Islandia en Eurovisión 2025.

#### Controversia de plagio alegado
Antes de Söngvakeppnin 2025, Væb fue acusado de plagiar la canción "HaTunat HaShana" de los cantantes israelíes Itay Levi y Eyal Golan a finales de enero de 2025. Poco después, el dúo negó las alegaciones de plagio. A continuación de la victoria de la canción en Söngvakeppnin 2025, Offir Cohen, el compositor de "HaTunat HaShana", emitió una queja a la Unión Europea de Radiodifusión (UER), el cuerpo que autoriza Eurovisión, pidiendo que descalificara la canción. No obstante, el siguiente mes, Cohen comentó al periódico Israeli Haaretz que ya no quiso la descalificación de la canción, declarando "Errores ocurren. Si mañana por accidente tomo una melodía de alguien y me di cuenta que cometí un error, no lo negaré, me disculparé, llevaré a un entendimiento … lo que los islandeses hacen ahorita".

### En Eurovisión
El Festival de la Canción de Eurovisión 2025 tuvo lugar en el St. Jakobshalle en Basilea, Suiza, y consistió en dos semifinales el 13 y 15 de mayo, respectivamente, y la final el 17 de mayo de 2025. Durante el sorteo el 28 de enero de 2025, Islandia fue seleccionada para competir en la primera semifinal, presentándose en la primera mitad del programa. Luego, Væb fue seleccionado por sorteo para abrir la semifinal antes de Justyna Steczkowska de Polonia.

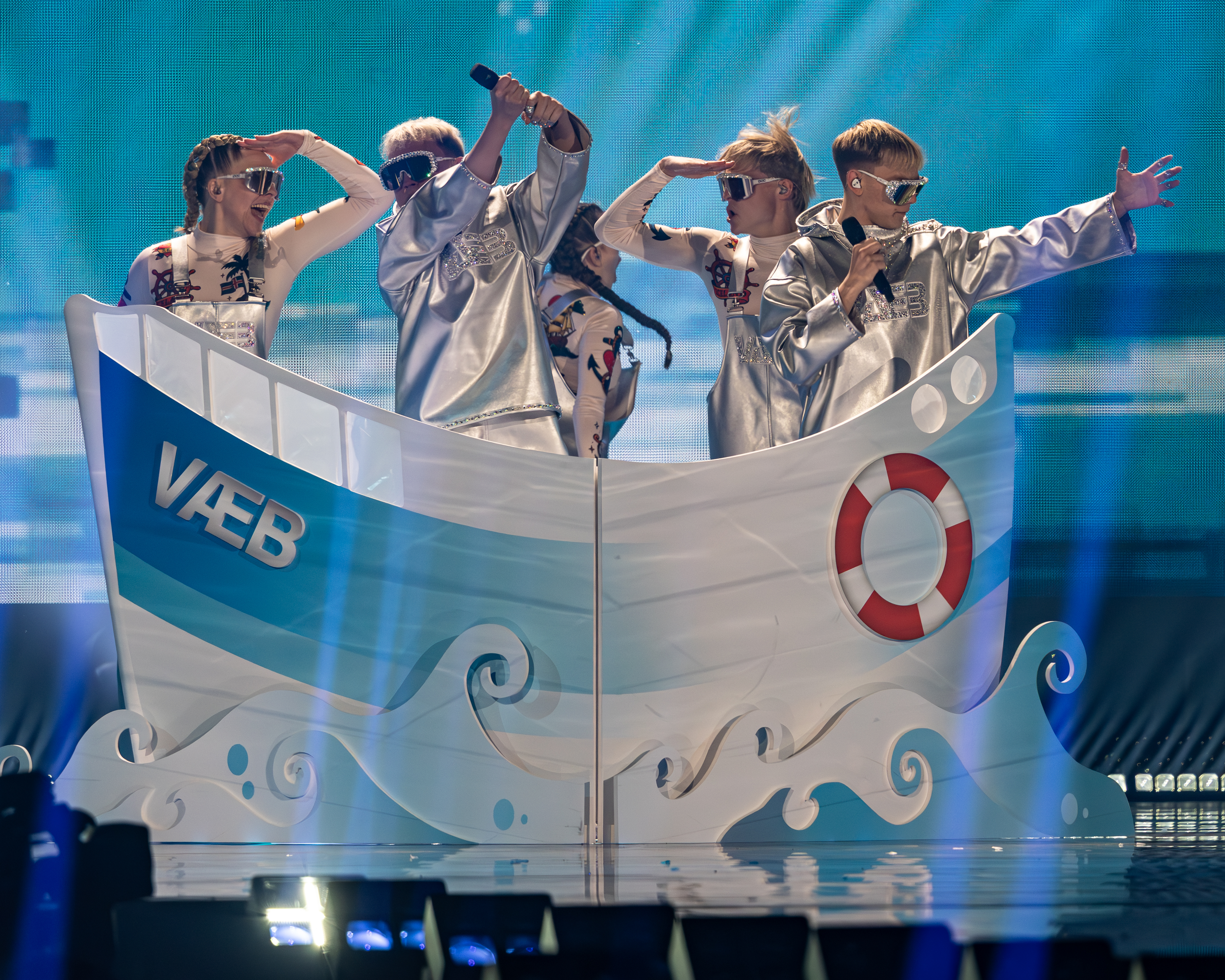
Væb junto con tres bailarines de acompañamiento durante la presentación de "Róa" en un ensayo general para Eurovisión 2025 antes de la gran final.

Para su presentación en Eurovisión, Selma Björnsdóttir fue nombrada directora de escena. La canción mantuvo su idioma original en islandés porque, según el grupo, quiso seguir las estadísticas que mostraron que cada canción que Islandia envió a Eurovisión desde 2000 que fue en islandés calificó para la gran final. La presentación tuvo tres bailarines de acompañamiento: Ola Getka, Baldvin Alan Thorarensen, y Úlfhildur Tómasdóttir. Además, Arna Rún Ómarsdóttir fue la cantante de acompañamiento. La presentación fue descrita como una versión actualizada de la de Söngvakeppnin 2025, con gráficos actualizados. Todos los cinco bailarines vistieron ropa plateada diseñada por Sylvía Lovetank. Los gráficos en el fondo se parecieron "paisajes geométricos", y fueron comparadas al videojuego Minecraft y la película de 2015 Pixels. A mitad de la presentación, se montó utilería de un barco en el cual los cinco bailarines hacen una rutina coreografiada. Al final de la presentación, el dúo dejó caer sus micrófonos. "Róa" logró una posición en la gran final, llegó el sexto lugar en su semifinal con 97 puntos. Fue la primera vez que Islandia calificó desde 2022.
Las reacciones a la presentación fueron mezcladas. Alexandra Koster del Special Broadcasting Service (SBS) alabó la presentación para su "pizca de K-pop y una astilla de danza irlandesa", añadiendo "si tuviera acceso a una máquina de tiempo, la usaría para regresar siete minutos para mirar la presentación de Islandia de nuevo". Carlos Marcos de El País describió la canción como un "dolor de cabeza" en un blog en vivo para Eurovisión 2025, criticando los trajes plateados que los bailarines vistieron. Neil McCormick de The Daily Telegraph describió la canción como "encantadoramente cursi" escribiendo que los trajes de Væb "parecen Bill y Ben los Flower Pot Men vestidos para un día en el mar". Will Hodgkinson de The Times declaró que la canción fue "un comienzo horrible" para la primera semifinal, describiendo la canción como "una pizca dolorosa de dance pop". Benjamin Jackson de The Edinburgh Evening News comentó que la presentación de Eurovisión "pareció que le faltó la chispa que muchos habían esperado" añadiendo que "fue un resultado decepcionante para un talento prometedor y una canción que tenía potencial".
Væb se presentó otra vez en la gran final el 17 de mayo. Fue la décima presentación, después de JJ de Austria y antes de Tautumeitas de Letonia. Después de que se anunciaron los resultados, el dúo terminó en 25 lugar con 33 puntos, con un puntaje dividido de cero puntos del jurado y 33 puntos del televoto. La posición más alta que la canción recibió de un país fue 13, a tres posiciones de un lugar que reciba puntos. En el televoto, la canción no recibió una cantidad máxima de 12 puntos de ningún país; lo más alto fue de Dinamarca con 10 puntos. En respuesta a su resultado, el dúo dijo a RÚV que presentarse en Eurovisión fue el "mejor sentimiento de todos los tiempos", proclamando que la presentación "fue increíblemente bien" y que se sintieron "increíblemente satisfechos". Además, dijeron de su puntaje del televoto que "no creamos esta canción para los jurados … la creamos para la gente … la recibieron muy bien".

## Listado de canciones
Descargas digitales
1. "Róa"

Descargas digitales – Axmo remix
1. "Róa"

## Rankings
| Ranking (2025)                      | Posición máxima |
| ----------------------------------- | --------------- |
| Austria (Ö3 Austria Top 40)         | 40              |
| Finlandia (Suomen virallinen lista) | 21              |
| Grecia (IFPI)                       | 76              |
| Islandia (Tónlistinn)               | 1               |
| Lituania (AGATA)                    | 28              |
| Los países bajos (Single Top 100)   | 57              |
| Noruega (VG-lista)                  | 50              |
| Suecia (Sverigetopplistan)          | 9               |
| Suiza (Schweizer Hitparade)         | 12              |
| UK Singles Downloads (OCC)          | 32              |
| UK Singles Sales (OCC)              | 33              |

## Historial de lanzamiento
| Región   | Fecha               | Formato(s)                     | Versión         | Sello disgográfico | Referencia |
| -------- | ------------------- | ------------------------------ | --------------- | ------------------ | ---------- |
| Variadas | 17 de enero de 2025 | - Descarga digital - streaming | Original        | Alda               | [ 83 ]     |
| Variadas | 4 de julio de 2025  | - Descarga digital - streaming | Axmo [de] remix | Alda               | [ 84 ]     |